# Генрі Кітінг
Ге́нрі Ре́ймонд Фіцво́лтер «Га́ррі» Кі́тінг, знаний як Г. Р. Ф. Кі́тінг (англ. Henry Reymond Fitzwalter “Harry” Keating, H. R. F. Keating; 31 жовтня 1926 , Східний Сассекс  — 27 березня 2011 , Лондон ) — популярний англійський письменник і відомий критик, володар двох «Золотих кинджалів» — найпрестижнішої літературної нагороди за твори в галузі детективного жанру.

## Біографія
Генрі Кітінг здобув хорошу освіту, після чого влаштувався журналістом у The Times, де пропрацював 15 років рецензентом детективної та кримінальної літератури. До детективного жанру звернувся внаслідок наполегливих умовлянь дружини. Найпопулярнішими були романи з об'ємної серії про інспектора бомбейської поліції Генеше Готі.
Він автор популярних досліджень і біографій: «Агата Крісті: перша леді детективного жанру», «Шерлок Холмс: людина та її світ» (1979), «Великі злочини» (1982), «Створення детективних творів» (1986) і найвідомішого «100 кращих детективів» (1987). Генрі Кітінг був обраний головою Асоціації письменників детективного жанру Великої Британії, головою Британської спілки письменників, президентом Детективного клубу. Входив до ради Королівського літературного товариства. Був нагороджений премією Джорджа Дава (США), премією Мекавіті в 1998 році, двох «Золотих кинджалів» і Діамантового кинджала Картьє.